# Mario Smash Football
Mario Smash Football, (kendt som Super Mario Strikers i USA,) er et five-a-side fodboldspil udviklet af Next Level Games til Nintendo GameCube. Spillet blev udgivet i Europa og USA sent i 2005, og i Japan og Australien i 2006. Spillets efterfølger, Mario Strikers Charged Football, blev også udviklet af Next Level Games og var til Wii. Spillets udvikler har arbejdet på NHL-serien før udviklingen af smash, som gav en indflydelse for den hurtige og fysiske natur i spillet.